# Rhegmoclemina parva
Rhegmoclemina parva är en tvåvingeart som beskrevs av Cook 1955. Rhegmoclemina parva ingår i släktet Rhegmoclemina och familjen dyngmyggor.
Artens utbredningsområde är Virginia. Inga underarter finns listade i Catalogue of Life.